# Эриксон, Иван Матвеевич
Иван Матвеевич Эриксон (?—1811) — генерал-майор, герой войны 1806—1807 годов в Восточной Пруссии.

## Биография
Иван Эриксон родился в городе Дерпте в 1758 году, происходил из крестьян, сын мельника. В середине 1770-х годов записался в Елецкий полк простым солдатом и постепенно выслужил себе офицерский чин. В 1794 году произведён в секунд-майоры, в 1799 году — в подполковники. В начале 1803 года получил чин полковника и 23 октября того же года был назначен командиром Елецкого мушкетёрского полка.
23 июня 1806 года Эриксон был назначен шефом 26-го егерского полка, во главе которого выступил в Восточную Пруссию, где началась война против Франции. Блестяще проявил себя в нескольких сражениях этой кампании. Особым указом от 20 мая 1808 года император Александр I пожаловал Эриксону орден св. Георгия сразу двух степеней — 4-й и 3-й. Это единственный выявленный случай одновременного награждения двумя степенями ордена св. Георгия. В описании подвига, за который дан этот орден 4-й степени, сказано:
В воздаяние отличного мужества и храбрости, оказанных в сражении против французских войск 27 мая, когда сильная колонна неприятельской кавалерии стремилась перейти реку Пасаргу вброд и частью уже вошла, обратив оную батальным огнём и примером своим столько вселил неустрашимости в подчинённых, что часть вверенного полка бросилась в воду и там не малое число неприятеля переколола; 29 мая при Гейльсберге способствовал удачному отступлению авангарда и 2 июня при Фридланде ударил с полком в штыки на засевшего в лесу неприятеля и выгнал его оттуда.
Про 3-ю степень ордена Святого Георгия в рескрипте было сказано:
В воздаяние отличного мужества и храбрости, оказанных в сражении против французских войск 2-го июня при Фридланде.
Во Фридландском сражении Эриксон получил несколько ран и с трудом выжил. Кроме того, от прусского короля он получил орден Pour le Mérite.
По выздоровлении Эриксон принял участие в русско-шведской войне 1808—1809 годов и за отличие 30 августа 1808 года был произведён в генерал-майоры.
Иван Матвеевич Эриксон скончался в конце августа 1811 года, из списков исключён умершим 7 сентября.
Ф. В. Булгарин писал:

С виду он казался угрюмым, но был добр до крайности и обожаем подчинёнными. Он был небольшого роста, полный, краснощёкий, и ловчее был на поле сражения, чем на паркете. Эриксон происходил из самого простого звания … он добровольно пошёл в солдаты. Честностью, хорошим поведением, усердием к службе и отличной храбростю он вышел в офицеры, постепенно дослужился до полковничьего чина. Свободные от службы часы употреблял на своё образование; ещё солдатом выучился русской грамоте, и читал сперва, что ему попадалось, а потом по выбору. Он совершенно обрусел, и когда я узнал его в Финляндии, он был похож на старинного, умного степенного помещика. Он весьма любил употреблять в речах русские коренные поговорки. Привычное его слово к солдатам было «козлы». «Вперёд, вперёд, мои козлы!» — говорил он в сражении, и хваля, и браня, всегда прибавлял «козлы». Оттого и его самого прозвали «козёл».
Похоронен в г. Нарва на немецком кладбище.